# Eupatrides excelsus
Eupatrides excelsus är en insektsart som beskrevs av Brunner von Wattenwyl 1898. Eupatrides excelsus ingår i släktet Eupatrides och familjen Chorotypidae. Inga underarter finns listade i Catalogue of Life.